# Electuário
Electuário é uma forma farmacêutica em desuso, caracterizada pela incorporação de pós em várias substâncias, tais como mel, xaropes, resinas.